# 世にも奇妙な物語 秋の特別編 (1990年)
『世にも奇妙な物語 秋の特別編』（よにもきみょうなものがたり あきのとくべつへん）は、1990年10月4日にフジテレビで放送された『世にも奇妙な物語』初の特別編。

## 絶対イヤ!

### キャスト
- 聡子 - 斉藤由貴
- 塩沢とき
- 亀井光代
- 石井愃一
- 田根楽子
- 三股亜由美
- 大高洋夫
- 渡辺哲
- 乃木涼介
- 宮辺勝彦
- 山下真広
- 藤戸勝弘
- 海老原英輝
- 村上靖博
- 高橋喜代巳
- 坂東恵
- 庄司永建
- 小宮健吾
- レオ・メンゲティ
- 清水英哉
- 高石賢二
- 河岸加奈子
- 高見沢杏奈
- 小峰佳世
- 奥谷昭夫
- 山田郁貴

### スタッフ
- 脚本 - 土屋斗紀雄
- 演出 - 星護

## ミッドナイトコール

### キャスト
- 瀬川 - 本木雅弘
- 直子 - 藤谷美和子
- 杉本 - 梅津栄

### スタッフ
- 脚本 - 戸田山雅司
- 演出 - 落合正幸

## そこに扉があった

### キャスト
- 綾子 - 沢口靖子
- 佐藤裕
- 関山耕司
- 上田綾
- 肥後克広
- 峯村康平
- 菊地彩美
- 小鹿番

### スタッフ
- 脚本 - 深谷仁一
- 演出 - 星田良子

## 代打はヒットを打ったか?

### キャスト
- 今関 - 伊武雅刀
- 河原さぶ
- 朝比奈順子
- 金子研三
- 若山幸子
- 小次郎
- 加勢秀雄
- 渡辺いっけい
- 亜崎研二
- 後藤康夫
- 一橋大介
- 太田直人
- 太組富士雄
- 窪園純一
- 江口ゆかり
- 奥山真佐子
- 鎌田峻光
- 板谷龍一
- 山崎宗委
- 野崎昌一
- 須田珠理
- 青嶋達也
- 山瀬秀雄
- 笠原郁子
- 麻梨亜
- 豊島久美子
- 長谷川大輔
- 五十嵐啓祐

### スタッフ
- 原作 - 山田正紀「代打はヒットを打ったか?」（『まだ名もない悪夢』所収 / 徳間書店）
- 脚本 - 笠原邦暁
- 演出 - 鈴木雅之

## 幸福の選択

### キャスト
- 加山不二子 - 浅野ゆう子
- 時男（不二子の夫） - 江藤潤
- 梨本（不二子の部下） - 戸田研一郎
- 菊地かおり
- 憲一（不二子の息子） - 稲葉祐貴
- 占い師 - 常田富士男

### スタッフ
- 脚本 - 中園美保
- 演出 - 小椋久雄

## アバンストーリー「途中下車」
世にも奇妙な物語の放映作品一覧#特別編を参照。